# Příběhy a sny
Příběhy a sny è il settimo album in studio del rapper ceco Viktor Sheen, pubblicato il 18 novembre 2021 dalla Warner.

## Tracce
1. Sklo – 2:20 (Michaël Fournier, Viktor Dundiç, Nikolaj Ignatěv)
2. Příběhy, sny – 2:14 (Jacob Lincoln, Michaël Fournier, Viktor Dundiç, Nikolaj Ignatěv)
3. Highway – 2:19 (Izem Adel, Viktor Dundiç)
4. Lavazza – 3:40 (Nikolaj Ivanov, Viktor Dundiç)
5. Vice City (feat. Hugo Toxxx) – 2:53 (Jan Danek, Rudy Riccaldi, Viktor Dundiç, Vojtěch Vojvodský)
6. Co lidi udělaj – 1:54 (Viktor Dundiç, Vojtěch Spousta)
7. Pro Love – 2:42 (Jeremy Schaal, Maxime Zenss, Viktor Dundiç)
8. Nostalgie – 3:09 (Gabriel Radiqué, Viktor Dundiç)
9. Baby Shark (feat. Robin Zoot) – 2:31 (Robert Pouzar, Viktor Dundiç, Vojtěch Spousta)
10. Stíny – 2:52 (Bogdan Polianskiy, Viktor Dundiç)
11. Virtuální drogy (feat. Calin) – 3:34 (Calini Panfili, Lucas da Mota Siqueira, Nikolaj Ignatěv, Viktor Dundiç)
12. Sérum – 3:01 (testo: Cedric Benjamin Leutwyler, Nikolaj Ignatěv, Viktor Dundiç – musica: Decky)
13. Zzzpět (skit) – 0:44 (Bogdan Polianskiy, Viktor Dundiç)
14. Spaceship – 3:27 (Viktor Dundiç)
15. Blessed – 2:10 (Bogdan Polianskiy, Viktor Dundiç)
16. No Hands – 2:42 (Daniel Voskoboynik, Mekai Barrientez, Nikolaj Ignatěv, Viktor Dundiç)

## Classifiche

### Classifiche settimanali
| Classifica (2021) | Posizione massima |
| ----------------- | ----------------- |
| Repubblica Ceca   | 1                 |
| Slovacchia        | 1                 |

### Classifiche di fine anno
| Classifica (2022) | Posizione |
| ----------------- | --------- |
| Repubblica Ceca   | 1         |
| Slovacchia        | 5         |
| Classifica (2023) | Posizione |
| Repubblica Ceca   | 2         |
| Slovacchia        | 10        |
| Classifica (2024) | Posizione |
| Repubblica Ceca   | 4         |